# Свищевка (Ртищевский район)
Свищёвка — деревня в Ртищевском районе Саратовской области в составе Урусовского муниципального образования.

## География
Находится на расстоянии примерно 18 километров по прямой на северо-запад от районного центра города Ртищево.

## История
Деревня Свищёвка (Архангельское) появилась не позднее последней четверти XVIII века. На 1794 год Свищёвка (примерно 250 жителей) принадлежала генерал-майору Василию Васильевичу Гартонгу. В 1824 году стала селом после постройки Миайло-Архангельской церкви. В 1859 году в Свищёвке насчитывалось 32 двора и 377 жителей, в 1911 36 дворов и 405 жителей.

## Население
Постоянное население составило 42 человека (русские 95%) в 2002 году, 29 в 2010.